# The Merciless
The Merciless es un álbum de banda Noruega de thrash metal, Aura Noir. En este disco colaboró Fenriz de Darkthrone con las voces y Nattefrost de Carpathian Forest. La portada del álbum fue diseñada por Justin Bartlett. 

## Lista de canciones
1. "Upon the Dark Throne" – 3:42
2. "Condor" – 4:05
3. "Black Metal Jaw" – 2:36
4. "Hell's Fire" – 3:40
5. "Black Deluge Night" – 3:25
6. "Funeral Thrash" – 3:22
7. "Sordid" – 3:24
8. "Merciless" – 3:24

## Créditos
- Aggressor -bajo, batería, guitarra y voces
- Apollyon - bajo, batería, guitarra y voces
- Blasphemer - Guitarra

Colaboración de Músicos
- Fenriz (de Darkthrone) - Voces en "Upon The Dark Throne"
- Nattefrost (de Carpathian Forest) - Voces "Funeral Thrash"

- Datos: Q1757414